# Psectrocera plumigera
Psectrocera plumigera là một loài bọ cánh cứng trong họ Cerambycidae.